# Harpymimus
Harpymimus é um gênero de dinossauro do clado Ornithomimosauria do Cretáceo Inferior da Mongólia. Há uma única espécie descrita para o gênero Harpymimus okladnikovi.

## Nomenclatura e taxonomia
O táxon foi descrito em 1984 por Richen Barsbold e Altangerel Perle como Harpymimus okladnikovi. O material fóssil utilizado para a descrição da espécie foi encontrado durante a expedição Soviética-Mongol ao deserto de Gobi em 1981. O nome genérico é derivado do grego harpyia (ἅρπυια), proveniente da mitologia grega, e mimos (μῖμος), que significa "imitator". O epíteto específico, okladnikovi, é uma homenagem ao arqueólogo soviético Alexey Pavlovich Okladnikov.

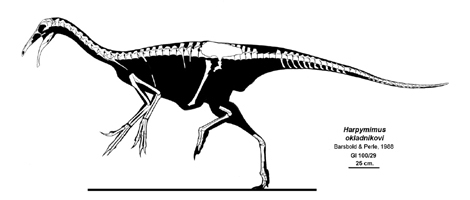
Reconstrução esquelética de um Harpymimus okladnikovi

Barsbold e Perle classificaram o táxon numa família própria, a Harpymimidae, no clado Ornithomimosauria. Posteriormente alguns autores o consideraram como pertencente a Ornithomimidae. Na década de 2000, uma reanálise do material fóssil classificou-o como um membro basal do clado Ornithomimosauria.

## Distribuição geográfica e geológica
O holótipo (IGM 100/29) foi encontrado na formação Shinekhudug, datada do Hauteriviano ao Barremiano, na província de Dundgovi, Mongólia.